# Ivor Roberts (aktor)
Ivor Roberts (ur. 19 lipca 1925 w Nottingham, zm. 5 września 1999 w Cardiff) – brytyjski aktor i lektor telewizyjny, najszerzej znany z występów w serialach komediowych Davida Crofta: Pan wzywał, milordzie? i Stacyjce Hatley.
Na początku swojej kariery telewizyjnej Roberts pracował w telewizji regionalnej w Walii jako tzw. continuity announcer - lektor czytający zapowiedzi kolejnych programów na koniec poprzedniej audycji oraz w przerwach między nimi. W 1972 zadebiutował na małym ekranie jako aktor, w serialu Ace of Wands. Od tego czasu pozostawał wziętym aktorem epizodycznym i charakterystycznym, łącznie zagrał w ponad 100 odcinkach różnych produkcji. Grywał także niewielkie role w filmach, m.in. w znanym również w Polsce Być w domu przed północą z 1979 roku.
Największą popularność zdobył pod koniec życia, dzięki współpracy z Davidem Croftem. Najpierw został przez niego obsadzony w Pan wzywał, milordzie? (1988–1993), w epizodycznej, lecz pojawiającej się w kilku odcinkach różnych serii, roli Pana Barnesa, brygadzisty w należącej do lordowskiej rodziny fabryce wyrobów gumowych. Znacznie poważniejszą rolę, należącą do stałej obsady serialu, otrzymał w Stacyjce Hatley (1995–1997). Wcielał się tam w wiekowego już maszynistę kolejowego Arnolda, który z najwyższym trudem stara się przyuczać do zawodu swojego niezbyt pojętnego młodszego kolegę.
Zmarł w 1999 w stolicy Walii, z nieujawnionych dokładniej przyczyn naturalnych. Jego ciało zostało następnie skremowane, a prochy rozrzucone na specjalnym polu przy tamtejszym krematorium.